# فترز هات اسپرینگز-آگوا کالینته (کالیفرنیا)
فترز هات اسپرینگز-آگوا کالینته (به انگلیسی: Fetters Hot Springs-Agua Caliente) یک منطقهٔ مسکونی در ایالات متحده آمریکا است که در شهرستان سونوما، کالیفرنیا واقع شده‌است. فترز هات اسپرینگز-آگوا کالینته ۳٫۸۱۲ کیلومتر مربع مساحت و ۴٬۱۴۴ نفر جمعیت دارد و ۴۶٫۹۴ متر بالاتر از سطح دریا واقع شده‌است.